# Flogio
 Flogio  di Tricca è un personaggio della mitologia greca ed era figlio di Deimaco e fratello di Deileonte e Autolico.

## Mitologia
Flogio, uno dei compagni di avventura di Eracle, dopo averlo aiutato nella lotta contro le Amazzoni decise di separarsi da lui assieme ai suoi fratelli Deileonte e Autolico, per recarsi presso la città di Sinope che si ergeva nei pressi del Mar Nero.
Giasone l'eroe greco posto a capo della spedizione degli Argonauti cambiò rotta della sua nave proprio verso l'isola dove Flogio risiedeva con i fratelli per arruolarli nell'impresa della conquista del Vello d'oro.

### Fonti
- Apollonio Rodio, Argonautiche, 2, 955-960
- Le Argonautiche orfiche pag 729 e seguenti
- Valerio Flacco, Libro V, 13 e successive

### Moderna
- Robert Graves, I miti greci, Milano, Longanesi, ISBN 88-304-0923-5.
- Angela Cerinotti, Miti greci e di roma antica, Prato, Giunti, 2005, ISBN 88-09-04194-1.
- Anna Ferrari, Dizionario di mitologia, Litopres, UTET, 2006, ISBN 88-02-07481-X.